# The Seldom Scene
The Seldom Scene — одна из наиболее почитаемых групп в жанре блюграсс, известная сочетанием инноваций и традиций. В 1970-е годы была в числе самых популярных команд сначала на блюграсс-сцене Вашингтона, а вскоре и за его пределами. Образована в 1971 году в пригороде столицы США — поселении Бетесда, штат Мэриленд.
Коллектив задал тон для прогрессивного блюграсса, ориентируясь в своём творчестве прежде всего на вкусы городской и пригородной аудитории. Группа избегала характерного для традиционного блюграсса гнусавого вокала, сельского и грубоватого звучания; в отличие от прочих ансамблей вместо фиддла использовала солирующее добро.
Помимо исполнения классического блюграсс-репертуара, для группы характерно активное заимствование материала из фолка, рока и кантри, в том числе песен The Beatles, The Grateаul Dead, Эрика Клэптона, Джеймса Тейлора, Рики Нельсона, Боба Дилана, Чака Берри, Брюса Спрингстина, Джимми Роджерса и прочих популярных артистов.
Фирменный стиль группы был заложен её оригинальным составом 1970-х годов, который включал Джона Даффи, Джона Старлинга, Майка Олдриджа, Бена Элдриджа и Тома Грэя. Хотя со временем в коллективе неоднократно сменялись музыканты и вокалисты, он сохранил самобытный творческий подход и высокие стандарты исполнения.
Оригинальный состав группы в 2014 году был посвящен в Международный зал славы блюграсса.

## История

### Создание группы

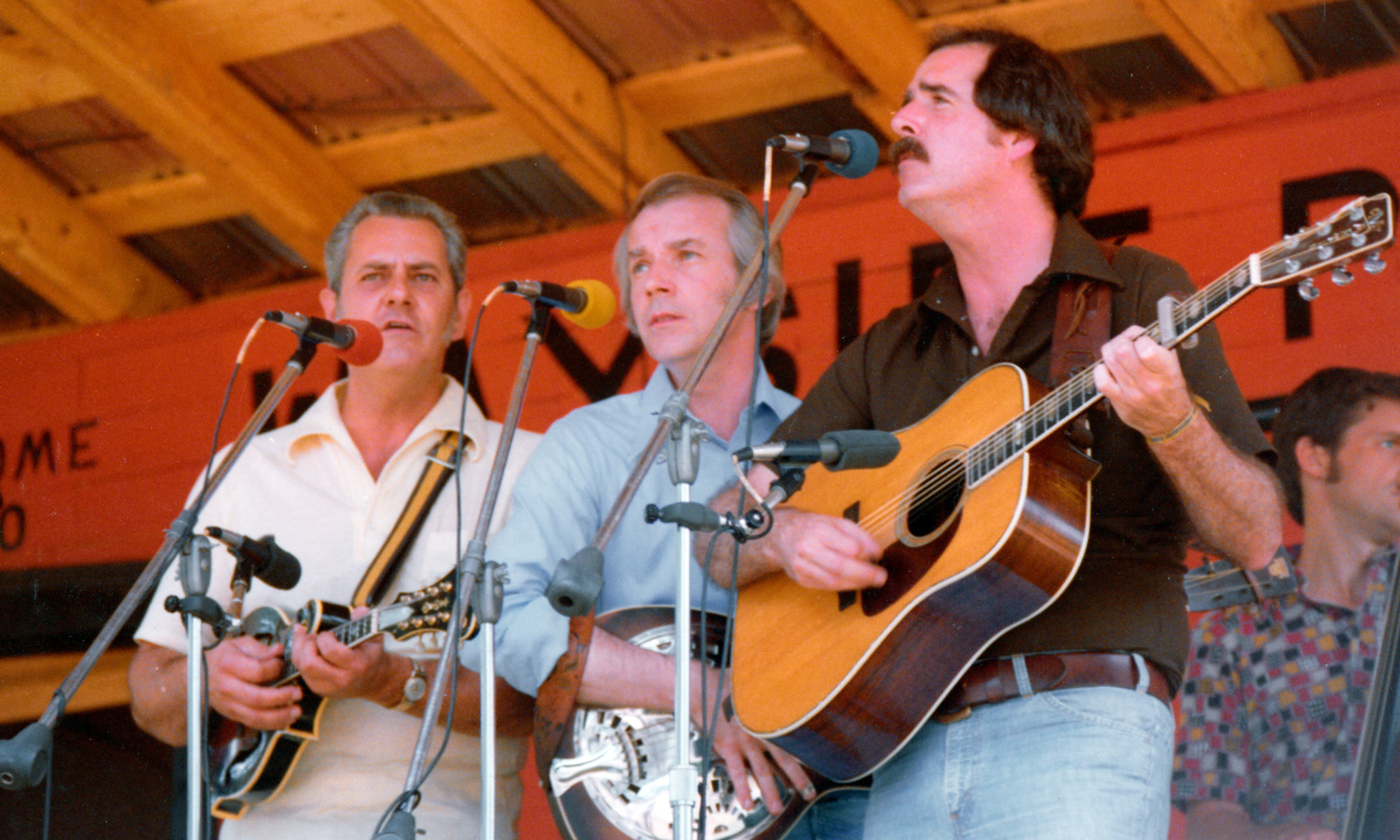
Джон Даффи, Майк Олдридж и Джон Старлинг, 1977 г.

Группа The Seldom Scene образовалась благодаря смене кадров в ансамбле The Country Gentlemen — одной из самых долгоиграющих и популярных блюграсс-групп Вашингтонской агломерации, центральной фигурой которой был мандолинист и тенор-вокалист Джон Даффи. Покинув The Country Gentlemen в 1969 году, он сосредоточился на ремонте музыкальных инструментов. В середине 1971 года Даффи участвовал в джемах с банджоистом и математиком Беном Элдриджем; доброистом и художником по рекламе Майком Олдриджем (оба бывшие участники Cliff Waldron & the New Shades of Grass); басистом и картографом Томом Грэем (как и Даффи — бывший член The Country Gentlemen); гитаристом-вокалистом и военным хирургом Джоном Старлингом. Изначально квинтет решил образовать группу просто ради приятного времяпрепровождения.
Вскоре они дебютировали в небольшом вашингтонском клубе Rabbit’s Foot, но через шесть недель сменили дислокацию на Red Fox Inn (поселение Бетесда, штат Мэриленд), где начинала карьеру также Эммилу Харрис (помимо неё, к группе на сцене в последующие годы присоединялись такие артисты как Линда Ронстадт и Билл Монро). Там музыканты давали концерты раз в неделю, а затем стали появляться в ещё одном заведении — Birchmere Restaurant (город Александрия, штат Виргиния). Именно из-за своих нечастых выступлений группа и получила характерное имя. Лидер The Country Gentlemen Чарли Уоллер в насмешку предложил им название The Seldom Seen (с англ. — «редкие гости»), которое и закрепилось за группой в виде омофоничного The Seldom Scene. Таким образом с ноября 1971 года новообразованная команда начала собирать большую аудиторию в клубах Вашингтона и его окрестностях.

### Оригинальный состав
В отличие от своих коллег из The Country Gentelmen, группа ориентировалась на вкусы городской и пригородной аудитории. Сами музыканты называли свой коллектив «продвинутым»: в их песнях не было гнусавого вокала или грубого и сельского звучания. В то время как другие блюграсс-группы использовали фиддл, в The Seldom Seen солирующая роль отводилась добро. Ранние альбомы группы вроде Act I (1973) и Live at the Cellar Door (1975) задали тон для прогрессивного блюграсса, демонстрируя её уникальное звучание: мягкий вокал Старлинга, универсальный тенор Даффи и звенящее добро Олдриджа. Отполированные вокальные гармонии, любовь к разноплановому материалу и яркий сценический имидж Даффи ещё сильнее выделяли группу на фоне других.

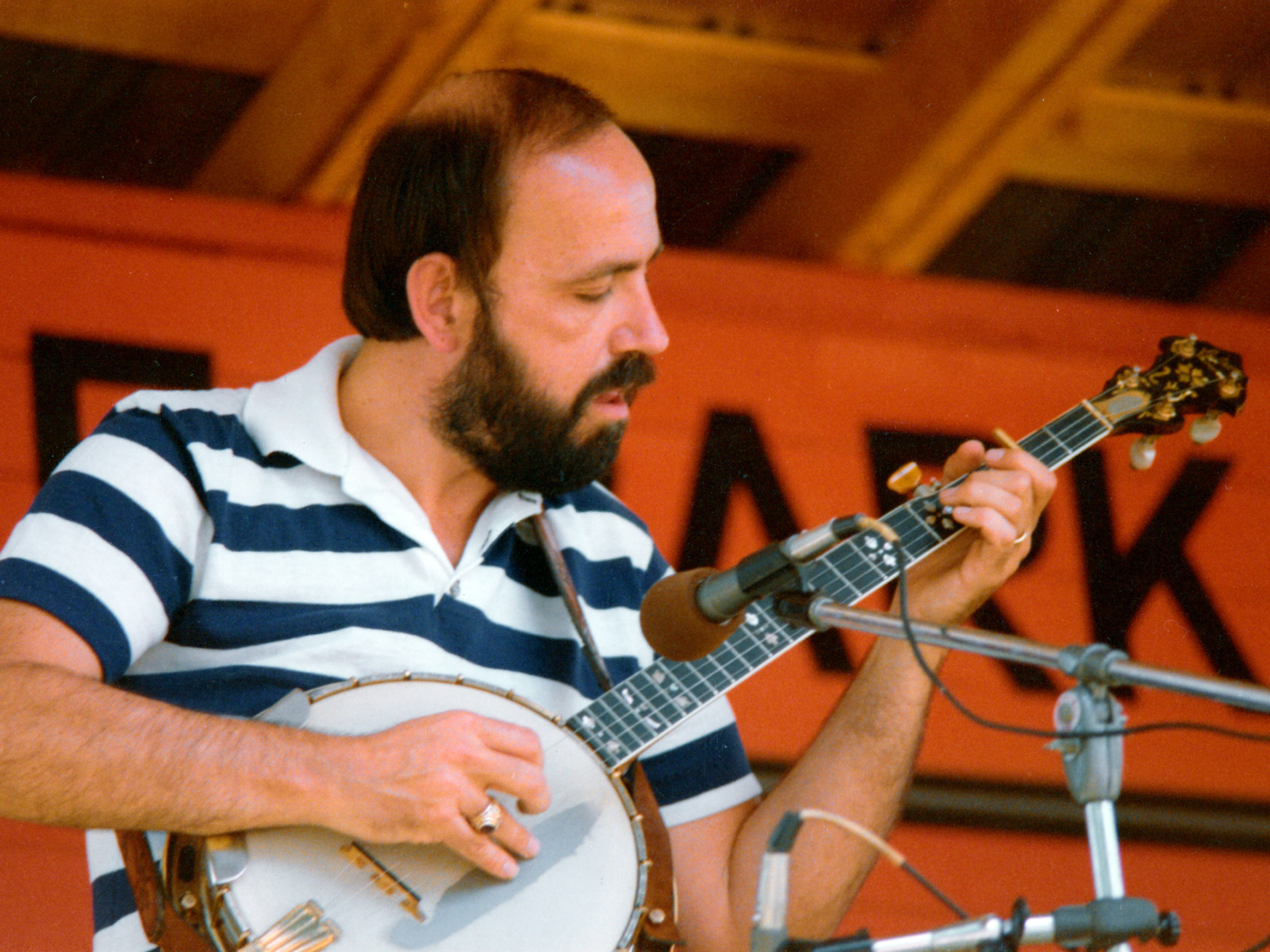
Бен Элдридж, 1977 г.

Даффи старался избегать чрезмерного исполнения блюграсс-стандартов, поэтому группа заимствовала материал из фолка, рока, кантри и у своих знакомых авторов песен. В их репертуаре соседствовали композиции Картера Стенли, Джимми Мартина, Хэнка Томпсона и Рики Нельсона, Билли Джо Шейвера, Grateful Dead, Джеймса Тейлора. Однако даже при исполнении классики блюграсс, свежие, энергичные и драматичные аранжировки The Seldom Seen делали выступления группы захватывающими и почти театрализованным. Коллектив также исполнял оригинальные песни, написанные его участниками. При этом никто из членов The Seldom Scene не полагался на ансамбль как на источник дохода и поэтому группа могла в значительной степени подбирать материал и стиль исполнения на собственный вкус.
Коллектив был не только прогрессивным в подборе песен, но и включал одних из лучших блюграсс-музыкантов. Центральным и во многом определяющим компонентом их звучания были партии добро Майка Олдриджа. Последний был одним из доброистов второго поколения, которые изменили роль этого инструмента с аккомпанемента и создания звуковых эффектов на исполнение искромётных соло (его дядя Эллсуорт Ти Коззенс тоже был стил-гитаристом и играл на гавайской гитаре на многих записях Джимми Роджерса). Сегодня Олдридж считается одним из виртуозов добро, четырёх или пяти основных мастеров этого инструмента. Энергичные гитарные соло Джона Старлинга также повлияли на последующие поколения акустических гитаристов в жанре.

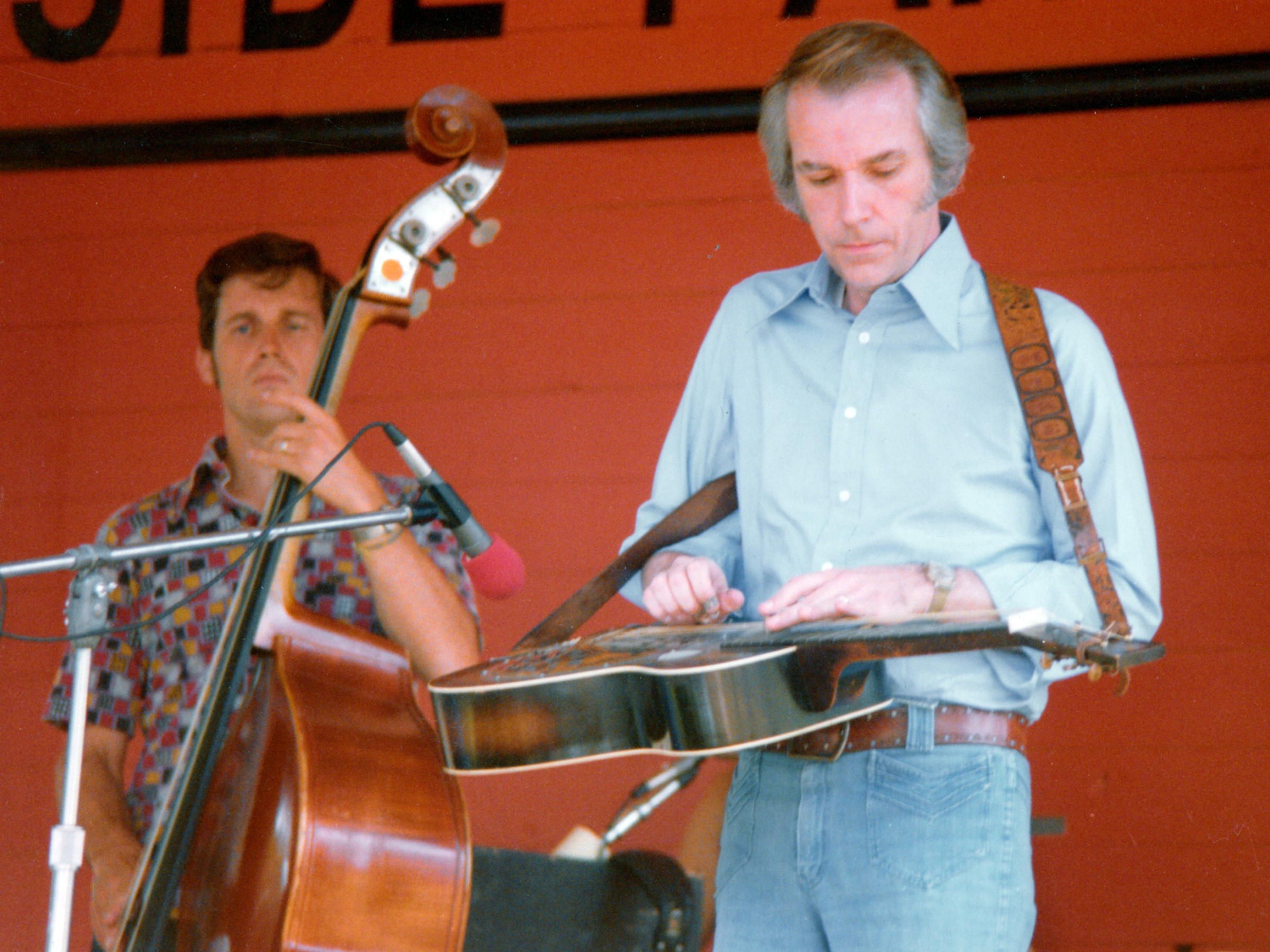
Том Грэй и Майк Олдридж, 1977 г.

Команда стала хедлайнером локальных блюграсс-фестивалей и обзавелась последователями по всей стране как благодаря своим концертам, так и продажам пластинок. По мере распространения их славы, The Seldom Scene вскоре превратилась в одну из самых популярных блюграсс-групп 1970-х годов в Вашингтоне и за его пределами. Слава коллектива быстро вышла за рамки блюграсса и у него появились поклонники из мира поп-музыки, среди которых были Линда Ронстадт и Джонатан Эдвардс — оба приглашали The Seldom Scene записываться на своих альбомах.
Оригинальный состав The Seldom Scene начал сбавлять обороты к концу 1970-х годов; тогда же группу покинул её ведущий вокалист Джон Старлинг. Тем не менее инструментальное ядро коллектива в лице Даффи, Олдриджа и Элдриджа оставалось неизменным на протяжении 25 лет. Несмотря на смены музыкантов, группа продолжала соответствовать высоким стандартам оригинального состава. На протяжении дальнейшей истории коллектива, его творчество сохраняло выраженный блюграсс-стержень, а общее звучание по-прежнему значительно отклонялось от традиционного для жанра (в разные годы в разной мере).

### Последующая деятельность
В 1977 году Джон Старлинг вернулся к медицинской практике и новым вокалистом The Seldom Scene стал Фил Розенталь. Отполированный голос Розенталя придал группе более поп-ориентированное звучание, создав первоначально впечатление, что команда может добиться более серьёзного коммерческого успеха. Однако на деле появление Розенталя и смена лейбла с Rebel на Sugar Hill мало отразилась на базовом звучании коллектива.

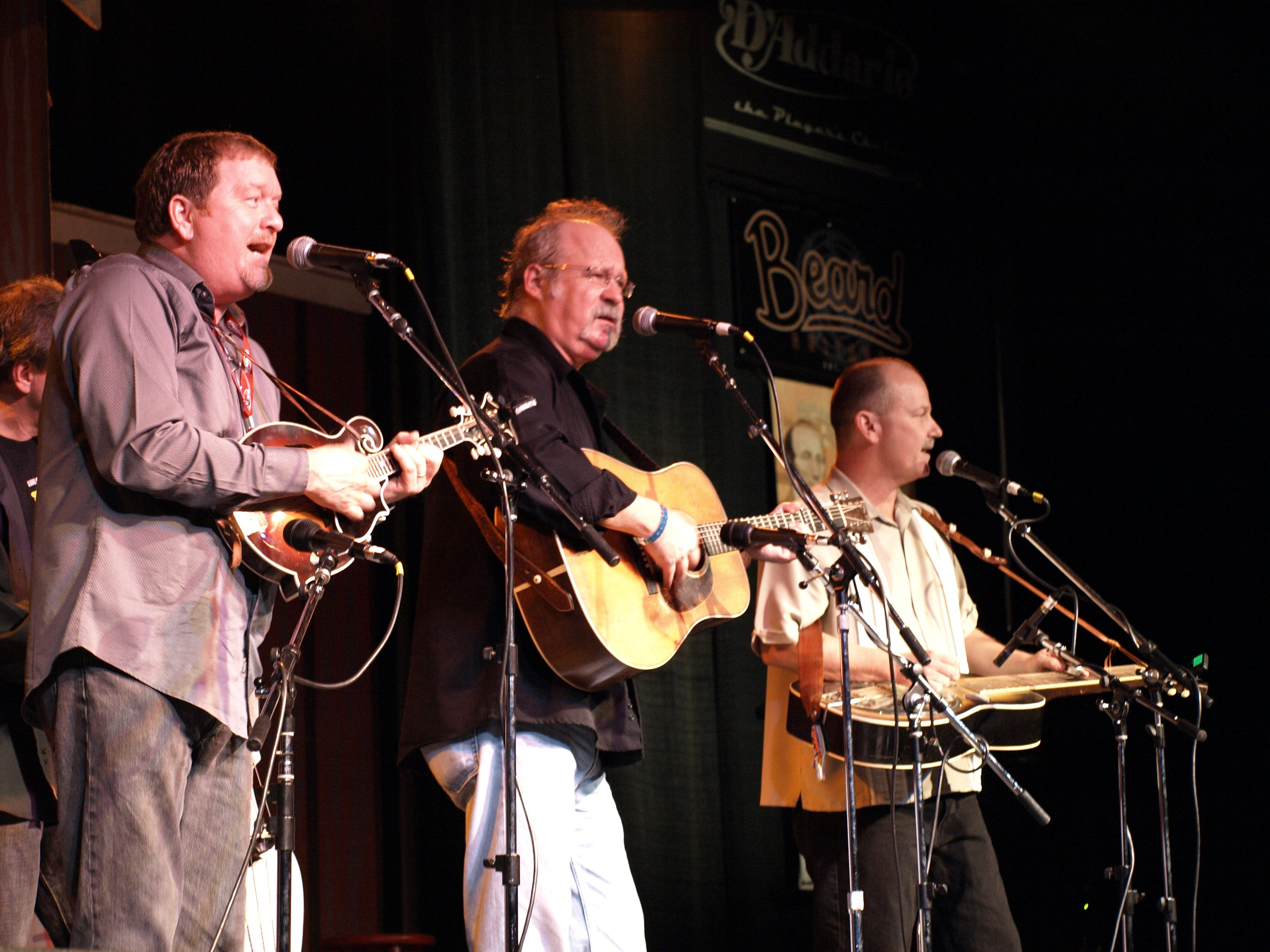
Лу Рид, Дадли Коннелл и Фред Трэверс на фестивале Wintergrass, 2008 г.

Её первые два альбома для Sugar Hill — Act Four (1978) и After Midnight (1981) — продолжили сочетать материал более традиционных артистов типа Джими Роджерса и современных вроде Эрика Клэптона. Так, альбом After Midnight включал сразу две песни Клэптона: «Lay Down Sally» и «After Midnight». Последнюю группа любила играть на концертах, давая возможность Даффи и Олдриджу исполнять длинные соло, которые звучали ближе к джазу, нежели к блюграссу.
Выпустив с группой пять альбомов, Розенталь в 1986 году покинул её и был заменен на Лу Рида. В следующем году ушёл оригинальный басист и картограф Том Грэй, посвятив себя работе в National Geographic. Ему на смену пришел Ти Майкл Колман (прежде работал с Доком и Мерлом Уотсоном). Последний, в отличие от Грэя, играл на электрическом басу, что придало группе более современное звучание.
С появлением двух новых участников, The Seldom Scene записали альбом с говорящим названием Change of Scenery (1988). На данной пластинке ансамбль в очередной раз продемонстрировал способность превращать поп-песни в блюграсс-материал, исполнив композицию The Beatles «What Goes On». Некоторых поклонников не устраивал электрический бас Колмана, но за этим «прогрессивным» исключением альбомы вроде Scenic Roots (1990) оказались даже более традиционными, чем ранние работы группы. В 1993 году Лу Рид покинул ансамбль, а ему на смену вернулся Джон Старлинг. Хотя он оставался в группе всего год, его возвращение доставило большое удовольствие поклонникам оригинального состава, например, на альбоме Like We Used to Be (1994).
В 1995 и 1996 годах группа пережила масштабные смены состава. В 1995 году поводом для разногласий стали недостаточно плотный гастрольный график и мнение некоторых членов, что группа утратила свою прогрессивную сущность. В итоге вокалист Мунди Клайн, басист Колман и доброист Олдридж покинули ансамбль, чтобы сосредоточиться на своём ранее побочном проекте — прогрессивном блюграсс-коллективе Chesapeake. Их последний концерт в рядах The Seldom Scene состоялся 31 декабря 1995 года. Оставшиеся участники приняли в группу доброиста Фреда Трэверса, басиста Ронни Симпкинса и бывшего участника ансамбля Johnson Mountain Boys вокалиста Дадли Коннелла. Реформированная группа записала альбом Dream Scene (1996). Однако в том же году Джон Даффи умер от сердечного приступа.

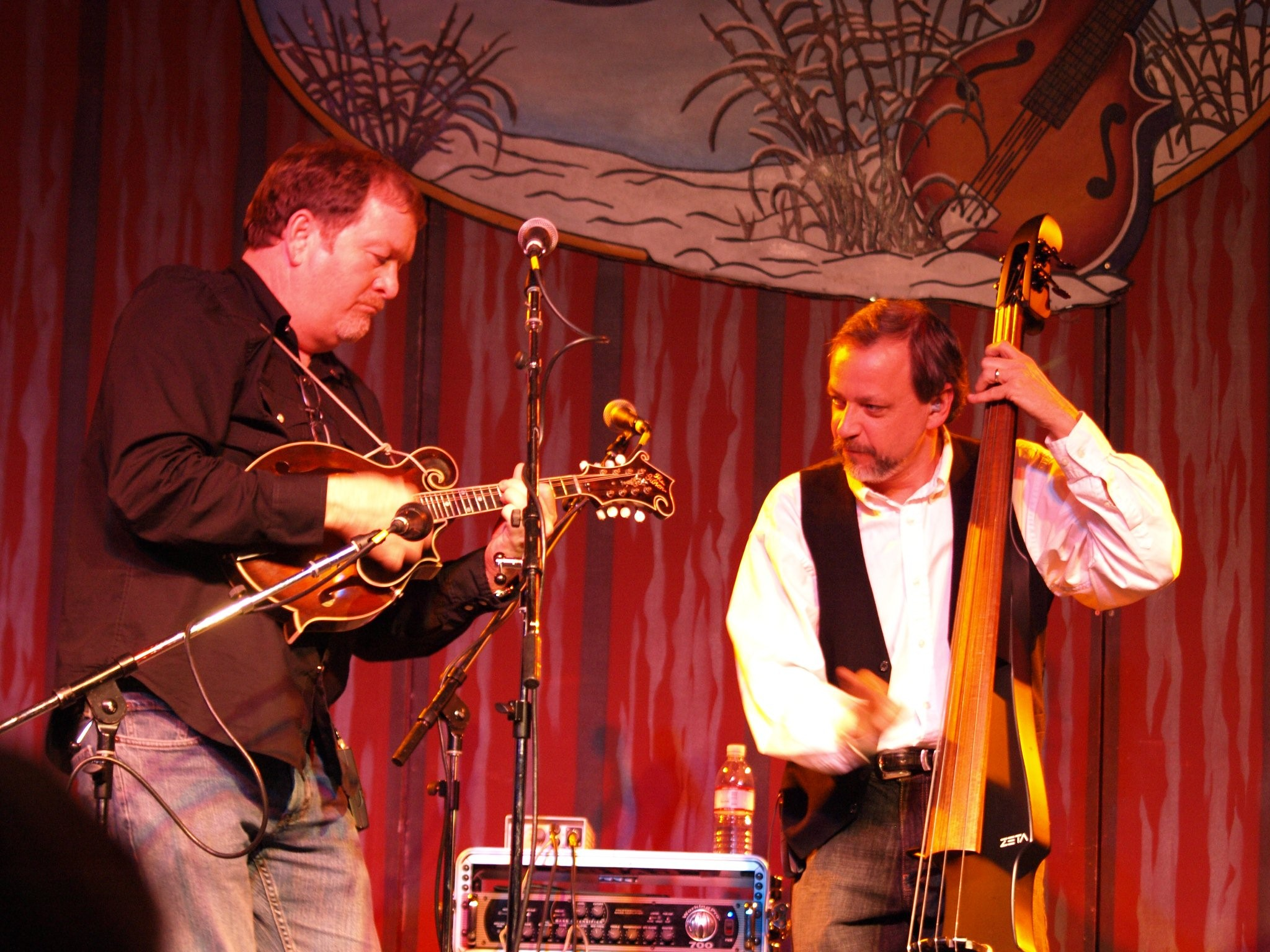
Лу Рид и Ронни Симпкинс, Wintergrass, 2008 г.

Оправившись от смерти Даффи, The Seldom Scene решили продолжать работу — на смену ему в коллектив вернулся Лу Рид на мандолине. Их альбом Scene It All (2000) доказал, что дух оригинальной группы по-прежнему жив, демонстрируя звенящие соло на добро и плотные вокальные гармонии, а также кавер-версии песен Чака Берри, Брюса Спрингстина и Боба Дилана. Антология раннего творчества Different Roads (2007) и альбом Scenechronized (2007) вновь показали приверженность коллектива мелодичному звучанию и безупречное исполнение материала.
В 2014 году произошло своеобразное воссоединение группы: в неё временно вернулись два оригинальных участника — басист Том Грэй и вокалист/гитарист Джон Старлинг — чтобы исполнить самые популярные песни из концертного репертуара коллектива на альбоме Long Time…Seldom Scene. В записи проекта также участвовали Эммилу Харрис, Крис Элдридж (сын Бена Элдриджа) и Рики Симпкинс. Альбом стал первым изданным группой на лейбле Smithsonian Folkways. В том же году оригинальный состав The Seldom Scene был посвящен в Международный зал славы блюграсса.
После почти 45 лет в рядах группы, её в 2016 году из-за проблем со спиной и левой рукой покинул банджоист Бен Элдридж — единственный оставшийся на тот момент оригинальный участник, которого заменил Рики Симпкинс. Место последнего в 2017 году занял Рон Стюарт. Музыкант дебютировал с коллективом в студии на очередном альбоме Changes (2019). The Seldom Scene продолжают свою деятельность и по-прежнему играет значимую роль как в традиционном, так и в прогрессивном блюграссе.

## Участники
| Текущий состав (с 2017 года): - Дадли Коннелл — вокал, гитара - Лу Рид — вокал, мандолина, гитара - Рон Стюарт — банджо, фиддл - Фред Трэверс — добро - Ронни Симпкинс — бас | Оригинальный состав (1971—1977): - Джон Старлинг — ведущий вокал, гитара - Джон Даффи — тенор-вокал, мандолина - Майк Олдридж — добро - Бен Элдридж — банджо - Том Грэй — бас | Прочие бывшие участники: - Мунди Клайн — вокал - Рики Симпкинс — банджо, фиддл - Фил Розенталь — вокал - Ти Майкл Колман — бас-гитара |

## Дискография
| Основные альбомы - Act 1 (1972) - Act Two (1973) - Act 3 (1973) - Old Train (1974) - The New Seldom Scene Album (1976) - Baptizing (1978) - Act Four (1979) - After Midnight (1981) - At the Scene (1983) - A Change of Scenery (1988) - Scenic Roots (1990) - Like We Used to Be (1994) - Dream Scene (1996) - Scene It All (2000) - Scenechronized (2007) - Long Time… Seldom Scene (2014) - Changes (2019) | Концертные альбомы - Live at The Cellar Door (1975) - 15th Anniversary Celebration (1988) - Scene 20: 20th Anniversary Concert (1992) Совместные альбомы Blue Ridge (1985, с Джонатаном Эдвардсом) Сборники творчества - The Best of The Seldom Scene, Vol. 1 - Different Roads (2007) |